# Sishui, Gansu
Sishui (kinesiska: 泗水) är en köping i nordvästra Kina. Den ligger i Gulang härad i staden Wuwei i provinsen Gansu,  omkring 190 kilometer nordväst om provinshuvudstaden Lanzhou. Antalet invånare är 22245. Befolkningen består av 10 812 kvinnor och 11 433 män. Barn under 15 år utgör 19,0 %, vuxna 15-64 år 73 %, och äldre över 65 år 6,0 %.